# Die ganze Welt ist himmelblau
Die ganze Welt ist himmelblau (in  Deutschland unter dem Titel Rote Lippen soll man küssen erschienen) ist eine österreichische Filmkomödie aus dem Jahr 1964 mit den Hauptdarstellern Johanna Matz und Peter Weck, die unter der Regie von Franz Antel entstand.

## Handlung
Evelyn, die Tochter des amerikanischen Reisebürounternehmers John P. Hoover und Urgroßnichte der berühmten Wiener Tänzerin Fanny Elßler, ist selbst professionelle Tänzerin. Jedoch werden die Kritiker und das Publikum ohne ihr Wissen von ihrem reichen Vater bestochen – die einen mit Freikarten, die anderen mit Geld. Als Evelyn ein Gespräch über ihre vermeintlich mittelmäßige Begabung mit angehört hat, entdeckt sie die Manipulationen durch ihren Vater. Mit einer Reisegruppe, die von der Firma ihres Vaters organisiert wurde, flüchtet sie daraufhin nach Wien. Sie hofft, dass es ihr dort gelingt, Karriere als Tänzerin zu machen – wie einst ihre berühmte Verwandte.
Die Wiener Vertretung des Hoover-Konzerns wird von der Zentrale über die Flucht der Tochter des Chefs informiert. Herr Burian, der örtliche Leiter, bemerkt aber nicht rechtzeitig, dass Evelyn sich hinter dem Gast mit dem falschen Namen Peggy Meyer verbirgt. Evelyn lernt den Wiener Polizisten Peter kennen, der sich in sie verliebt und ihr eine Stelle als Kellnerin im Café von Herrn Muckenhuber verschafft. Dieser verdient sich ein Zubrot, indem er Künstler vermittelt, darunter auch Peter, der nebenberuflich als Sänger arbeitet.
Evelyns Vater bereitet das Verschwinden seiner Tochter immer größere Sorgen. Da Burian sie nicht finden kann, macht er sich selbst nach Wien auf. Evelyn hat sich inzwischen in Peter verliebt, der ihr die schönsten Seiten Wiens zeigt. Er hat jedoch erfahren, dass eine Hochstaplerin namens Peggy Meyer von Interpol gesucht wird und befürchtet, dass seine Peggy die Gesuchte ist.

## Hintergrund
Regisseur Franz Antel ließ wie üblich die Schauspieler während der Dreharbeiten für seinen „F.C. Antel“ spielen, wobei sich Peter Vogel einen Bänderriss zuzog. Vogel spielte den Film dann trotz Gipsverband zu Ende.
Der Kinostart erfolgte in der Bundesrepublik Deutschland am 17. Januar 1964 unter dem Titel Rote Lippen soll man küssen. Dieser Titel des Films ist der eines damals sehr erfolgreichen Liedes von Cliff Richard (in Deutschland im September 1963 veröffentlicht), einer deutschen Version von Lucky Lips. Der von dem Duo Jerry Leiber/Mike Stoller geschriebene Song war in vielen Ländern auch in landessprachlichen Versionen ein Hit. Weitere deutsche Versionen gibt es unter anderem von Peter Kraus, Gus Backus und Günter Geißler. Der österreichische Originaltitel Die ganze Welt ist himmelblau geht auf ein Lied von Robert Stolz zurück.
Der Film wurde ein großer Publikumserfolg und lief als österreichischer Beitrag beim Filmfestival in Karlsbad.

## Kritik
„Belanglose Schlagerunterhaltung.“